# 안덕중학교 (제주)
안덕중학교(安德中學校)는 대한민국 제주특별자치도 서귀포시 안덕면 화순리에 있는 공립 중학교이다.

## 학교 연혁
- 1949년 9월 6일 : 안덕고등공민학교 개설
- 1953년 4월 7일 : 중학교 6학급 인가
- 1953년 4월 28일 : 개교
- 1985년 3월 30일 : 감귤원 11,822m2 조성
- 2001년 12월 13일 : 체육관(정행관) 신축
- 2007년 11월 25일 : 특수학급 인가
- 2008년 3월 1일 : 교육과학기술부 NEIS활용 연구학교 운영(2개년)
- 2020년 3월 1일 : 다혼디배움학교 재지정(2020. ~ 2024.)
- 2020년 6월 18일 : 책톡방(도서관) 개관식
- 2023년 9월 1일 : 제29대 교장 문철 취임
- 2024년 3월 1일 : 12학급 인가 편성
- 2025년 1월 8일 : 제72회 졸업(졸업생 79명, 총 10,744명)

## 참고 자료
- 안덕중학교 - 한국교육학술정보원 학교알리미